# Toeplitz-Matrix

Besetzungsmuster einer Toeplitz-Matrix der Größe 5×5

Toeplitz-Matrizen sind (endliche oder unendliche) Matrizen mit einer speziellen Struktur. Sie sind nach Otto Toeplitz benannt, der ihre algebraischen und funktionalanalytischen Eigenschaften in dem 1911 erschienenen Artikel Zur Theorie der quadratischen und bilinearen Formen von unendlichvielen Veränderlichen untersuchte.

## Definition
Eine Matrix {\displaystyle A=(a_{ij})} wird Toeplitz-Matrix genannt, wenn die Einträge {\displaystyle a_{ij}} nur von der Differenz {\displaystyle i-j} der Indizes abhängen. Die Haupt- und Nebendiagonalen der Matrix sind also konstant. Eine endliche Toeplitz-Matrix mit {\displaystyle m} Zeilen und {\displaystyle n} Spalten ist somit durch die {\displaystyle m+n-1} Einträge am linken und oberen Rand (also die erste Zeile und erste Spalte) vollständig bestimmt.

## Beispiel
Hier ein Beispiel einer {\displaystyle 4\times 5}-Toeplitz-Matrix:
{\displaystyle M={\begin{pmatrix}4&8&10&7&8\\3&4&8&10&7\\-2&3&4&8&10\\1&-2&3&4&8\\\end{pmatrix}}}

## Eigenschaften
Quadratische Toeplitz-Matrizen sind persymmetrisch, das heißt, ihre Einträge ändern sich nicht, wenn sie an der Gegendiagonale der Matrix gespiegelt werden. Symmetrische Toeplitz-Matrizen sind sowohl bisymmetrisch als auch zentralsymmetrisch. Gilt bei einer quadratischen Toeplitz-Matrix {\displaystyle a_{ij}=0} für alle {\displaystyle |i-j|>1}, so spricht man von einer Tridiagonal-Toeplitz-Matrix. Die Eigenwerte und Eigenvektoren von Tridiagonal-Toeplitz-Matrizen lassen sich explizit angeben. Eine Blockmatrix, deren Blöcke eine Toeplitz-Struktur aufweisen, heißt Block-Toeplitz-Matrix.

## Anwendung
Für große lineare Gleichungssysteme {\displaystyle Ax=b}, bei denen {\displaystyle A} eine Toeplitz-Matrix ist, gibt es besonders effiziente Lösungsverfahren. Dabei werden häufig unendlich große Toeplitz-Matrizen durch ihre Erzeugungsfunktion beschrieben. Sofern diese Fourier-transformierbar sind, können die Operationen Matrizenmultiplikation und Matrixinversion auf einfache Multiplikationen bzw. Divisionen zurückgeführt werden. Umgekehrt nutzt man die Eigenschaften von Toeplitz-Matrizen auch bei der schnellen Fourier-Transformation.